# Anoniquia congénita
La anoniquia congénita es una condición hereditaria muy infrecuente en la cual hay una falta completa de las uñas de los dedos  de las manos y/o de los pies, esta ausencia de uñas es aparente desde el nacimiento.

## Signos y síntomas
El único síntoma en general es la falta completa (o cerca de serlo) de las uñas en los dedos de las manos y los pies, aunque se pueden presentar más síntomas si la condición está asociada con un síndrome separado.
En algunas ocasiones, si se pueden presentar otros síntomas en la forma no-sindrómica, aunque a diferencia de los síndromes, suelen ser únicamente compuestos de anomalías físicas menores tales como la microcefalia, la clinodactilia del dedo meñique, etc. las cuales en sí mismas son benignas, al igual que la anoniquia.

## Complicaciones
La anoniquia congénita no-sindrómica/aislada generalmente no tiene otras complicaciones, la mayoría de las personas con AC no tienen problemas de salud relacionados con su falta de uñas, excepto en los casos de anoniquia congénita sindrómica, en los cuales la malformación está asociada con un síndrome que causa otros síntomas fuera de la anoniquia misma.
Las únicas complicaciones asociadas con esta condición son mecánicas y sociales, mecánicas en el sentido de que hay menos agarre y que la falta de uñas hace que los dedos sean más sensibles al dolor debido a que no están presentes para proteger a los nervios y vasos sanguíneos de la punta de los dedos, y sociales en el sentido de que una persona con la condición puede ser víctima de bullying y exclusión social por su condición.

## Diagnóstico
Esta condición puede ser diagnosticada por medio de examen físico y/o con una prueba genética.
La variante anatómica también puede ser usada para diagnosticar un síndrome, debido a que es una característica de varios de ellos, estos incluyen los siguientes:
- Síndrome de Cooks autosómico dominante
- Síndrome de DOOR (siglas en inglés para Deafness, OnychoOsteodystrophy, and mental Retardation)
- Síndrome de AEC (siglas en inglés para Ankyloblepharon, Ectodermal defects, Cleft lip/palate)
- Síndrome de EEC (siglas en inglés para Ectrodactyly-Ectodermal dysplasia-Cleft lip/palate
- Síndrome de TOOD (siglas en inglés para tricho-odonto-onycho-dermal syndrome
- Síndrome glosopalatino
- Síndrome de Coffin-Siris
- Displasia ectodermal
- Síndrome de uña-rodilla
- Síndrome de Iso-Kikuchi
- Displasia ectodermal hipohidrótica con múltiples anomalías
- Síndromes de malformación cranial

Los diagnósticos no-sindrómicos incluyen los siguientes:
- Braquidactilia tipo B

## Causas
La causa genética depende del tipo de síndrome en la que aparezca 
Cuando aparece en su forma no-sindrómica y aislada, generalmente es causada por mutaciones (de las cuales se han identificado 17) autosomales recesivas del gen RSPO4, en el cromosoma 20p13, este gen produce una proteína (R-spondin-4) que participa en la vía de señalización Wnt, la cual afecta la forma en la que las células y tejidos se forman, este proceso es muy importante para la formación y desarrollo de las uñas, las mutaciones de este gen causan la producción de una proteína r-spondin-4 que tiene muy poco o nada de uso, por ende, esta proteína no puede participar en el proceso de vía de señalización Wnt, y por ende, las uñas se desarrollan inapropiadamente (displasia) o no se desarrollan en absoluto.
Irfan et al. ha descrito fragilidad cromosomal en un sitio específico del brazo largo del cromosoma 10 en dos hermanas con anoniquia congénita aislada.
Se ha reportado el uso de medicación como la trimetadiona, la warfarina, la morfina, la carbamazepina, y la fenitoína de parte de la madre durante los primeros y segundos trimestres de embarazo como causa de malformaciones congénitas de la uña en general.
El consumo de alcohol durante el embarazo también ha sido reportado como uno de los factores no genéticos que lleva a la anoniquia congénita.
Aunque los hay pocos, existen casos en los cuales la anoniquia congénita es heredada siguiendo un patrón de herencia autosómico dominante (es decir, que solo una copia de un gen que puede o no haber sido heredada se necesita para la expresión de la condición), de los cuales la mayoría afectan a varios miembros de una sola familia, estén relacionados los padres o no.

## Tratamiento
El tratamiento es únicamente cosmético y consiste en el uso de uñas artificiales en los dígitos afectados con anoniquia.

## Prevalencia
Tan solo 74 casos han sido descritos en la literatura médica.
Estos provenían de los siguientes países:
- Alemania
- Brasil
- Holanda
- Finlandia
- Gran Bretaña
- Estados Unidos
- India
- Irán
- Kazajistán
- Líbano
- Kuwait
- Turquía
- Rusia

## Relación con la consanguinidad
Debido a su naturaleza principalmente (pero no exclusivamente) autosómica recesiva, esta condición es más prevalente entre las personas las cuales nacieron de la consanguinidad, este mismo concepto puede variar; por ejemplo, la anoniquia puede ocurrir en los hijos de una pareja única en toda una familia cuyo marido y mujer están relacionados entre sí, o puede ocurrir dentro varios miembros de una familia extensa en la cual el incesto (consanguinidad) es muy común.
Un ejemplo de anoniquia congénita presentándose en un reporte de consanguinidad leve es el que fue descrito por Al Hawsawi et al. en 2002, el reporte consistía en un hombre de 27 años cuyos padres eran primos a primer grado, el hombre tenía falta congénita de todas las uñas de los dedos del pie y la mano. Las radiografías de mano y examen de los dientes, piel, y pelo salieron con resultados normales.
Un ejemplo de anoniquia congénita presentándose en un reporte de consanguinidad pesada es el que fue descrito por Mahloudji y Amidi en 1971, el reporte consistía en una familia iraní consanguínea de 3 generaciones en la cual 7 personas (todas el resultado de incesto) presentaban una falta de nacimiento de todas las uñas de los dedos del pie y la mano. De estas 7 personas, 2 fueron examinadas clínicamente, estas mismas personas no tenían ninguna otra anomalía física. Al ver la frecuencia alta de incesto entre la familia multigeneracional, padres fenotípicamente normales, y ocurrencia de anoniquia tanto entre hombres como mujeres, los investigadores concluyeron que este rasgo era heredado siguiendo un patrón de herencia autosómico recesivo.
También están los casos en los que la consanguinidad ni siquiera se conocía, tal es el caso en un reporte hecho por Hopsu-Havo y Jansen en 1973, dicho reporte consistía en una familia de Finlandia en la cual 4 personas tenían una falta congénita de todas las uñas de las manos y los pies, en la mujer de 42 años originalmente analizada, se podía observar un lecho ungueal (placa de crecimiento de la uña) en todos los dígitos, pero no había uñas correctamente formadas arriba de ellas, de hecho, solo 2 de sus dedos tenían una uña, pero estas eran frágiles y pequeñas, su hermana gemela no-idéntica no presentaba la misma anomalía. La familia había vivido en una pequeña isla remota la cual estaba fuera de la costa de Finlandia, y, al ser revisados los registros de matrimonios en la iglesia local, se reveló que los padres de las personas afectadas compartían un ancestro en común: un clérigo del siglo 17, lo cual reveló su parentesco antes desconocido.

## Pronóstico
El pronóstico es bueno si está presente en su forma no-sindrómica, no causa ningún otro problema más que cosmético y mecánico.

## Historia
Esta condición fue descubierta por primera vez en 1964 por Littman y Levin et al. quienes describieron a una mujer de 66 años la cual tenía una falta congénita de 7 uñas la cual no estaba asociada con ninguna anomalía de salud, las únicas 3 uñas que la mujer tenía estaban ubicadas en ambos de sus pulgares y en su dedo meñique izquierdo. Radiografías de su tórax, columna vertebral, pelvis, y dedos no revelaron ninguna anormalidad. La misma mujer reportó que su hermano menor de 60 años (quien vivía en el este de Alemania) tenía una falta (también congénita) de 8 de sus uñas, y también contó que él era relativamente sano. Análisis familiar descubrió que ninguno de sus 19 familiares cercanos (incluyendo a sus padres) padecían de anoniquia congénita, por lo cual se podía asumir que este rasgo se le fue heredado a ella y a su hermano siguiendo un patrón autosómico recesivo.